# Казка про Ємелю
«Казка про Ємелю» — радянський мальований мультфільм – казка 1938 року, який зняли Пантелеймон Сазонов (один із режисерів мультфільму «Квартет» 1935 року) та Влад Бочкарьов (режисер «Кіно-крокодилів» № 5 та № 7).

## Сюжет
За мотивами російської народної казки про простачка Омелю, якого щука навчила чарівним словам, що виконує будь-яке його побажання.

## Про мультфільм
- Актори, які озвучували мультфільм, не вказані у титрах.
- Мультфільм знаходиться в громадському надбанні, тому що був випущений понад 70 років тому.